# Federación Panamericana de Handball
La Federación Panamericana de Handball, a menudo referido a las siglas en inglés Pan-American Team Handball Federation (PATHF), es el administrativo y el órgano de control nacional de balonmano de las asociaciones de Norteamérica, Centroamérica y Suramérica y el Caribe. Es una de las cinco organizaciones continentales que conforman la Federación Internacional de Balonmano.

## Miembros
América del Norte
- Canadá
- Groenlandia
- México
- Estados Unidos

América Central
- Costa Rica
- El Salvador
- Guatemala
- Honduras
- Nicaragua
- Panamá

El Caribe
- Barbados
- Cuba
- República Dominicana
- Haití
- Puerto Rico
- Trinidad y Tobago

América del Sur
- Argentina: Confederación Argentina de Handball
- Bolivia
- Brasil: Confederaçao Brasileira de Handebol
- Chile: Federación Chilena de Balonmano
- Colombia: Federación Colombiana de Balonmano
- Ecuador
- Paraguay: Confederación Paraguaya de Handball
- Perú
- Uruguay: Federación Uruguaya de Handball
- Venezuela: Federación Venezolana de Balonmano

## Torneos
- Campeonato Panamericano de Balonmano
- Campeonato Panamericano de Balonmano Femenino
- Campeonato Panamericano Junior Masculino (Sub-21)
- Campeonato Panamericano Juvenil Masculino (sub-19)
- Campeonato Panamericano Junior Femenino (sub-20)
- Campeonato Panamericano Juvenil Femenino (sub-18)
- Campeonato Sudamericano Cadete Masculino (Sub-16)
- Campeonato Panamericano de Clubes de Balonmano Masculino